# Xanthosoma maximiliani
Xanthosoma maximiliani är en kallaväxtart som beskrevs av Heinrich Wilhelm Schott. Xanthosoma maximiliani ingår i släktet Xanthosoma och familjen kallaväxter. Inga underarter finns listade.